# Peng Chufan

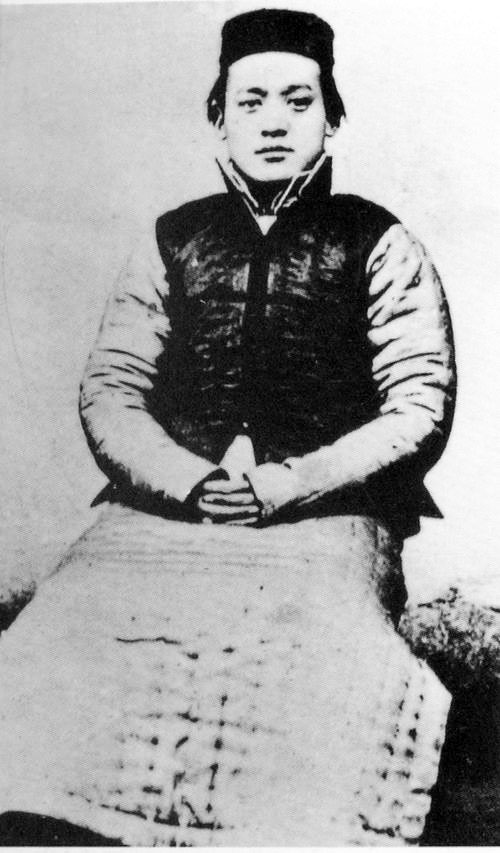
Porträt von Peng Chufan

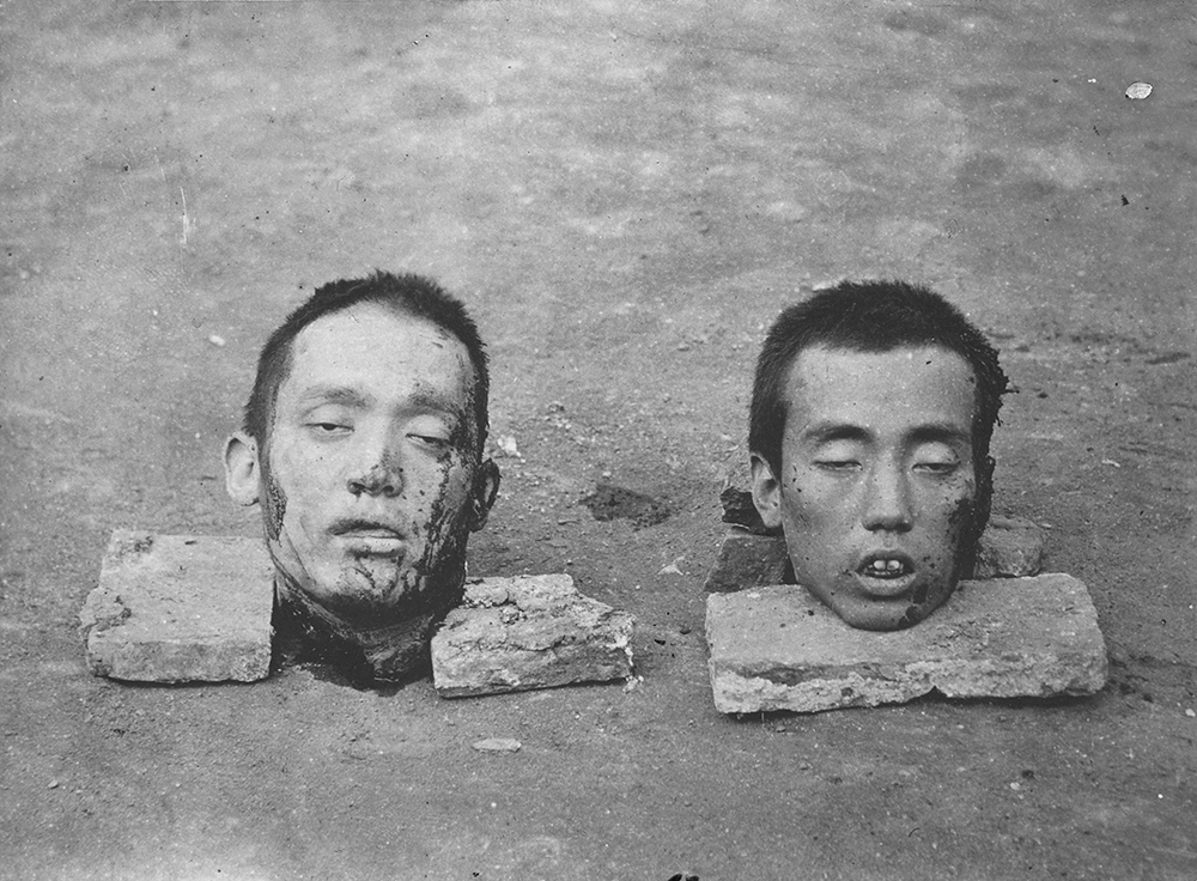
Öffentliche Zurschaustellung der Köpfe von Liu Fuji und Peng Chufan nach deren Hinrichtung am 10. Oktober 1911.

Peng Chufan (chinesisch 彭楚藩, Pinyin Péng Chǔfān; * 1884 im heutigen Stadtbezirk Echeng; † 10. Oktober 1911 in Wuchang) war ein chinesischer Soldat und Revolutionär, der an der Vorbereitung des Wuchang-Aufstandes beteiligt war. Im Jahre 1906 trat er in die Neue Armee ein und wurde Soldat im 11. Zug des 21. Pionier- und Transportbataillons. Dort trat er auch in die Militärakademie ein, gleichzeitig wurde er Mitglied einer revolutionären Organisation namens Rizhihui, wo er sich der Pflege einer einheitlichen Ideologie widmete.
Kurze Zeit später trat er der Literarischen Gesellschaft und der Gesellschaft für gemeinsamen Fortschritt ein, wo er zum Vertreter des Militärpolizei-Bataillons bestimmt wurde und an einen gemeinsamen Plan zum Aufstand mitverhandelte. Im September 1911 bildeten die beiden Gesellschaften ein gemeinsames Kommando der revolutionären Armee Hubeis und ernannten Peng Chufan zum Koordinator für militärische Angelegenheiten. Seine Aufgabe waren Kommunikation und Vorbereitung des Wuchang-Aufstandes. Am 24. September wurde er noch zum stellvertretenden Leiter der Ermittlungsbehörde der Militärregierung nach dem erfolgreichen Aufstand ernannt.
Der für Anfang Oktober geplante Aufstand wurde mehrmals verschoben, da der Generalgouverneur das Kriegsrecht über die Stadt verhängt hatte. Gegen Mittag des 9. Oktobers explodierte in einem Versteck der Gesellschaft für Gemeinsamen Fortschritt in Hankou eine Bombenwerkstatt, wodurch die Pläne der Aufständischen aufgeflogen. Noch am gleichen Tag wurde Peng Chufan von der chinesischen Polizei verhaftet. Am frühen Morgen des 10. Oktober wurde Liu Fuji zusammen mit Liu Fuji und Yang Hongsheng vor dem Osttor des Yamen des Generalgouverneurs von Huguang hingerichtet.
Gerüchte, die nach der Hinrichtung der verhafteten Revolutionäre kursierten, führten dazu, dass die Soldaten den ursprünglich für den 9. Oktober geplanten Aufstand begannen. Die Revolutionäre waren in der Neuen Armee zwar in der Minderzahl, die Gerüchte um willkürliche Hinrichtungen von Männern ohne Zopf veranlassten aber viele nicht revolutionär eingestellte Soldaten dazu, sich dem Aufstand anzuschließen, weil sie dies als die sicherere Entscheidung betrachteten.